# Ralswiek
Ralswiek est une commune sur l'île de Rügen, dans l'arrondissement de Poméranie-Occidentale-Rügen, Land de Mecklembourg-Poméranie-Occidentale.

## Géographie
Ralswiek est le point septentrional du Großer Jasmunder Bodden, une lagune de la mer Baltique.
La commune comprend les quartiers de Augustenhof, Gnies, Jarnitz et Sabitz.
La Bundesstraße 96 et la ligne Stralsund–Sassnitz (de) traversent son territoire.

## Histoire
Des fouilles archéologiques ont montré la présence de population au Mésolithique, 8 000 av. J.-C.
« Ralswiik » est mentionné pour la première fois en 1311. Le nom viendrait d'une personne slave ou du danois ral, « gravier » ; wiek est un suffixe courant pour une baie ou un port.
Le village est fondé au VIIIe siècle par des Ranes, des Slaves occidentaux, autour d'un port. Après Charenza et Jaromarsburg près du cap Arkona, Ralswiek est la cité la plus connue des Ranes sur l'île. Au Moyen Âge, il est un port important. Des fouilles ont montré des relations lointaines comme des bols de stéatite de Norvège et de Suède ainsi que des dihrams arabes et des drachmes perses.
Durant la période slave du VIIIe au XIIe siècle, un champ de tumulus en reçoit 400 sur la moraine terminale au nord-est de Ralswiek.
En 1168, les Danois conquièrent et christianisent Rügen. Un bâtiment gothique date de 1400.
En 1480, le vogt devient laïc. Il est la propriété des Normann puis de la famille Barnekow de 1500 à 1536, date de la Réforme protestante. Durant l'occupation suédoise, il est la propriété de Carl Gustaf Wrangel jusqu'à sa mort en 1676 puis de Otto Wilhelm de Kœnigsmark qui le rend trois ans plus tard aux Barnekow.
En 1891, le domaine est vendu à Hugo von Douglas. Entre 1893 et 1896, il fait bâtir par l'architecte G. Stroh un château inspiré de la Renaissance française.
En 1939, les nazis exproprient le château et en font un mess. En 1945, il devient une résidence pour personnes âgées.

## Culture
- Depuis 1993, le festival de Störtebeker est le plus grand festival de théâtre en plein air. Entre 1959 et 1961 et 1980 et 1981, Kurt Barthel y présenta Dramatische Ballade "Klaus Störtebeker".